# Hans Becker (Mediziner)
Hans Becker (* 1944) ist ein deutscher Psychiater, Psychoanalytiker und emeritierter Hochschullehrer an der Universität Heidelberg.
Becker studierte in Heidelberg Medizin bis zur Promotion 1969 und habilitierte sich dort 1982. Er lehrte als Professor für Psychosomatische Medizin und Psychoanalyse der Universität Heidelberg, an der von Alexander Mitscherlich gegründeten Psychosomatischen Klinik, und war Vorsitzender des Instituts für Psychoanalyse und Psychotherapie in Heidelberg-Mannheim.
Aus psychoanalytischer Sicht hat Becker immer wieder zu zeithistorischen Fragen Beiträge verfasst, z. B. zur Vergangenheitsbewältigung der NS-Medizin, zur 68er-Generation und zur deutschen Wiedervereinigung 1989/90.

## Schriften
- Psychosomatische Medizin: Lehrbuch für Krankenpflegepersonal und medizinisch-technische Assistenzberufe, Kohlhammer, Stuttgart 1978 ISBN 978-3-17-004191-2 (3. Aufl. 1997)
- Psychoonkologie: Krebserkrankungen aus psychosomatisch-psychoanalytischer Sicht unter besonderer Berücksichtigung des Mammakarzinoms, Springer 1986, ISBN 978-3-642-69816-3
- Konzentrative Bewegungstherapie: Integrationsversuch von Körperlichkeit und Handeln in den psychoanalytischen Prozess, Psychosozial-Verlag, Gießen 1996, ISBN 978-3-932133-15-2
- Mitarb.: Handbuch der Körperpsychotherapie, hg. v. Gustl Marlock u. a., Schattauer, Stuttgart 2006

## Einzelbelege
1. ↑  Hans Becker: Medizinstudium und deutsche Vergangenheit. In: Till Bastian, Karl Bonhoeffer (Hrsg.): Erinnern - Medizin und Massenvernichtung. Stuttgart 1992, S. 93–100.
2. ↑  Hans Becker: „Ich bin ein Elefant, Madame“. Einige polemische Bemerkungen zur 68er Debatte. In: Institut für Psychoanalyse und Psychotherapie Heidelberg-Mannheim e.V. Heidelberger Institut für Tiefenpsychologie e.V. (Hrsg.): Psychoanalyse im Widerspruch. Nr. 26, 2001, ISSN 0941-5378, S. 69–76.
3. ↑  Sophinette Becker, Hans Becker: Die Wiedervereinigung der Schuld. In: Heiner Keupp, Hans-Jürgen Wirth (Hrsg.): Abschied von der DDR. Band 45. psychosozial, 2001, ISSN 0171-3434, S. 64–75.

| Personendaten    | Personendaten                                              |
| ---------------- | ---------------------------------------------------------- |
| NAME             | Becker, Hans                                               |
| KURZBESCHREIBUNG | deutscher Psychiater, Psychosomatiker und Psychoanalytiker |
| GEBURTSDATUM     | 1944                                                       |